# اسماعیل لخارتا
اسماعیل لخارتا (اسپانیایی: Ismael Lejarreta‎؛ زادهٔ ۱۱ ژوئن ۱۹۵۳) دوچرخه‌سوار اهل اسپانیا است. وی در مسابقات تور دو فرانس و جیرو دیتالیا شرکت کرده است.